# Copándaro de Galeana
Copándaro de Galeana (del idioma purépecha cupanda ‘árbol que tiene como fruto el aguacate’ y ro ‘lugar’: ‘lugar de árboles de aguacate’) es una localidad mexicana que se localiza en el municipio de Copándaro, en el estado de Michoacán. Está localizada a 30 km de la capital.

## Historia

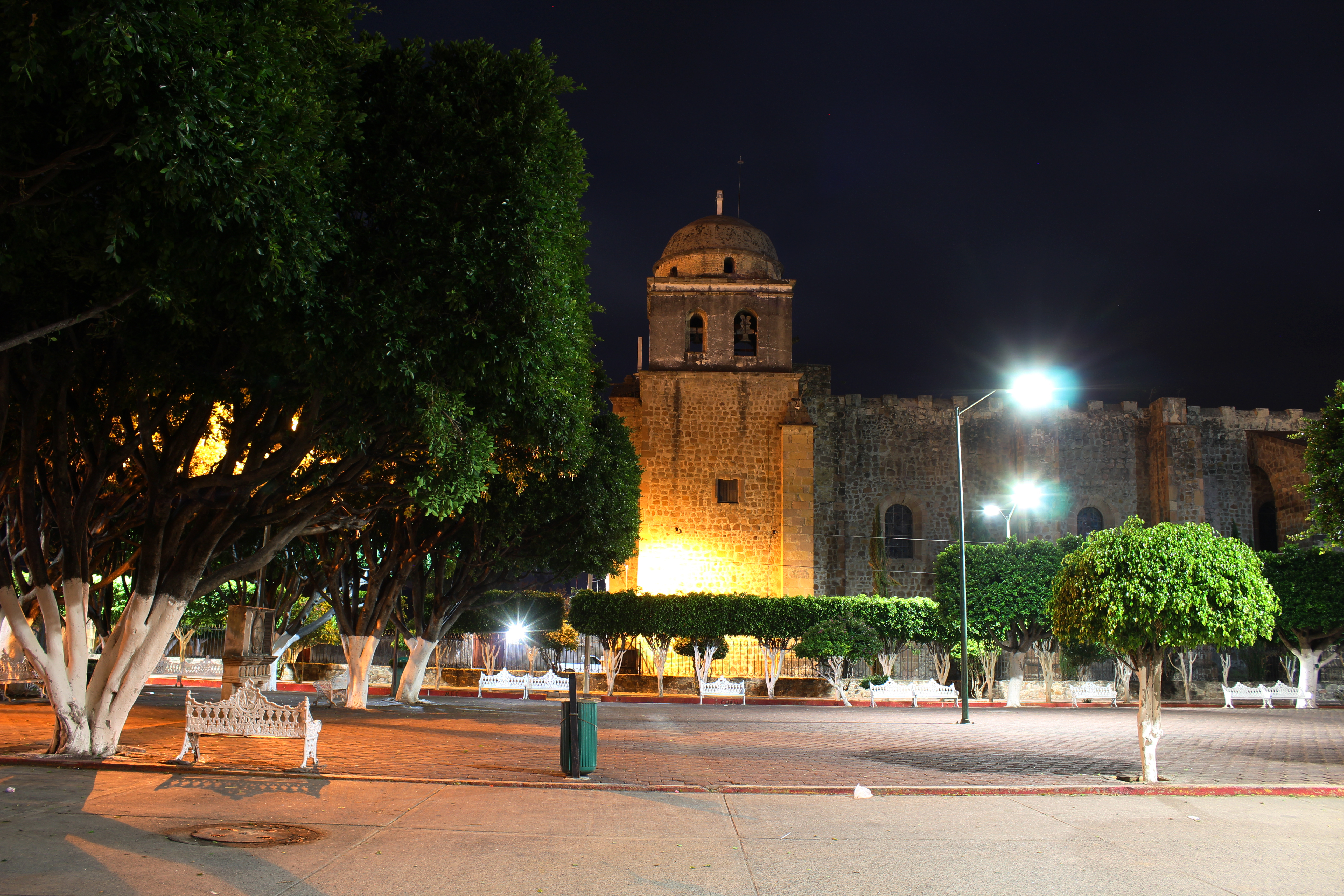
Ex-convento en Copándaro de Galeana que data del siglo XVI

Después de la llegada de los españoles, el pueblo fue sometido en la segunda mitad del siglo XVI. Destacó la labor de fray Gerónimo de Magdalena, quien después de organizar a la población dirigió la construcción de un templo entre los años 1560 y 1567. Años más tarde los agustinos edificaron su convento.
En el siglo XIX, de acuerdo con la ley territorial de 1831, Copándaro formó parte del municipio de Chucándiro en calidad de tenencia. El 31 de diciembre de 1949 se le dio la categoría de municipio y se estableció su cabecera en la localidad de Copándaro de Galeana.
Durante algunas exploraciones arqueológicas llevadas a cabo en la zona durante la década de los ochenta del siglo XX, fueron encontrados algunos objetos de cerámica en entierros que pueden corresponder a una expansión purépecha del posclásico tardío.

## Población
La población total de Copándaro de Galeana es de 3165 habitantes, lo que representa un crecimiento promedio de 0.17 % anual en el período 2010-2020 sobre la base de los 3112 habitantes registrados en el censo anterior. Al año 2020 la densidad de la localidad era de 1586 hab/km².
| Gráfica de evolución demográfica de Copándaro de Galeana entre 2000 y 2020 |
|                                                                            |
| Fuente: Instituto Nacional de Estadística Geografía e Informática          |

En el año 2010 estaba clasificada como una localidad de grado medio de vulnerabilidad social.
La población de la localidad está mayoritariamente alfabetizada (6.82 % de personas analfabetas al año 2020), con un grado de escolarización en torno de los 7 años. Solo el  0.09 % de la población se reconoce como indígena.

## Monumentos históricos
Entre los monumentos de la localidad se pueden destacar los siguientes:
- Templo del Señor Santiago, construido en el siglo XVI.
- El exconvento agustino del mismo siglo.